# Carbonara al Ticino
Carbonara al Ticino är en ort och kommun i provinsen Pavia i regionen Lombardiet i Italien. Kommunen hade 1 459 invånare (2018).